# 오스트레일리아 고등법원

오스트레일리아 법원 마크

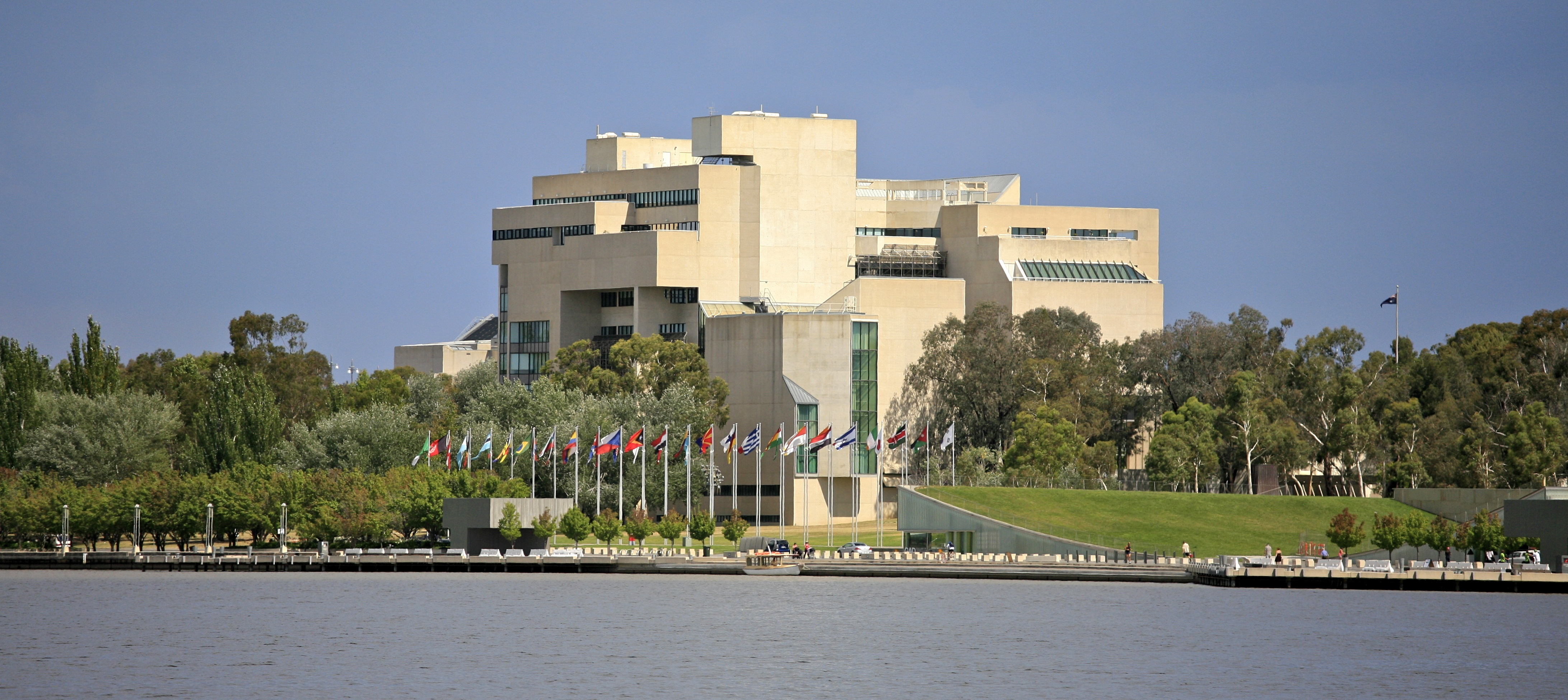
캔버라 벌리그리핀호 호수변에 있는 오스트레일리아 고등법원

오스트레일리아 고등법원(영어: High Court of Australia)은 오스트레일리아의 최상급 법원이다. 고등법원은 헌법 제71조에 의해 의무화되어 있으며 오스트레일리아 연방의 사법권을 부여한다. 법원은 1903년 사법법에으로 제정되었고 첫 번째 위원이 임명되었다. 현재 헌법 71-75조, 사법법, 1979년 오스트레일리아 고등 법률에 따라 운영되고 있다.
고등법원은 1979년 이래로 캔버라에 영구적인 건물을 보유하고 있다. 대부분의 재판소는 벌리그리핀호가 내려다 보이는 팔리아먼터리 트라이앵글에 위치한 고등 법원 건물에서 열린다.